# 元賛
元 賛（げん さん、生没年不詳）は、北魏・西魏の皇族。広平王。西魏の十二大将軍のひとり。

## 経歴
広平王元悌の子として生まれた。広平王の爵位を嗣いだ。532年（永熙元年）12月、驃騎大将軍・開府儀同三司の位を受けた。534年（永熙3年）、叔父の孝武帝に従って関中に入った。孝武帝が宇文泰に殺害されると、元賛を皇帝に擁立する動きがあったが、結局元宝炬（文帝）が擁立された。535年（大統元年）1月、西魏が建てられると、元賛は司徒に上った。537年（大統3年）4月、太尉に転じた。543年（大統9年）7月、司空となった。553年（廃帝2年）11月に尚書の元烈が宇文泰に殺された事件について、皇帝元欽が不満を漏らしたため、元賛は淮安王元育とともに泣いて諫めたが聞き入れられず、翌554年1月に元欽は廃位された。

## 伝記資料
- 『北史』巻5 魏本紀第5